# Educar en Waylon
Educar en Waylon  (títol original: Raising Waylon) és un telefilm estatunidenc dirigit per Sam Pillsbury, difós l'any 2004. Ha estat doblada al català.

## Argument
Reginald i Julia, dos éssers oposats en tot, es troben malgrat ells en una situació delicada quan els seus millors amics moren en un accident de carretera, deixant el seu fill Waylon, 9 anys, orfe. Julia i Reginald, padrí i padrina del petit Waylon, en tenen la custòdia però amb una condició: viure sota el mateix sostre. Reginald és el propietari d'un cafè i viu amb Virginia, una noia excèntrica. Pel seu costat Julia, fotògrafa, porta una vida sense obligacions.
Seran capaços de tenir aquesta responsabilitat? Aconseguiran quedar-se amb Waylon?

## Repartiment
- Poppy Montgomery: Julia
- Thomas Gibson: Reg
- Jeremy Bergman: Waylon
- Catherine Boniface: Tracy
- Susan Brady: Terry Allen
- Katrina Browne: Valerie
- Latham Beines: Paul
- Claudia Gibb
- Ross Anderson: Senyor Myers
- Craig Hall: Alex
- Elizabeth Hawthorne: Jutge Harriet Caldwell
- John Leigh: Jeremy
- Jim McLarty: Craig Stanfill
- Ingrid Park: Kim
- Doris Roberts: Marie
- Jennifer Rucker: Recepcionista
- Michael Saccente: Jay Hessler
- Roy Snow: Randell
- Xavier Strom: Sam Stanfill
- Jared Tobin: Timmy
- Tandi Wright: Tina Stanfill